# Pyridaat
Pyridaat is een herbicide, behorende tot de pyridazines. De zuivere stof komt voor als een witte, kristallijne vaste stof, die vrijwel onoplosbaar is in water. Technisch pyridaat, met een zuiverheid van meer dan 90,5%, is een donkerbruine olieachtige vloeistof.
Het herbicide werd ontwikkeld door het Oostenrijks bedrijf Chemie Linz, gepatenteerd in 1975 en op de markt gebracht in het product Lentagran. Tegenwoordig is Lentagran een merknaam van Belchim Crop Protection.

## Toepassingen
Pyridaat is een contactherbicide dat op de bladeren van jonge planten versproeid wordt. Het is werkzaam tegen eenjarige tweezaadlobbigen, zoals zwarte nachtschade, melganzenvoet, muur, klein kruiskruid en kleine brandnetel. Het wordt ook gebruikt bij de teelt van groenten, graangewassen en voedergewassen.

## Regelgeving
In de Europese Unie is pyridaat opgenomen in de lijst van gewasbeschermingsmiddelen die de lidstaten mochten erkennen voor een periode tot 31 december 2011. Deze termijn is later verlengd tot 31 december 2030.
Lentagran is erkend in onder meer België en Nederland. In België en Nederland wordt het verkocht door Belchim Crop Protection. Lentagran mag in België en Nederland ingezet worden bij de teelt van koolgroenten, uien, sjalotten, prei, asperges, maïs en sierplanten.

## Toxicologie en veiligheid
Pyridaat is irriterend voor de huid en kan de huid gevoelig maken. Het is een stof die giftig is voor waterorganismen, en bij het gebruik moet verontreiniging van grond- en oppervlaktewater vermeden worden.
De aanvaardbare dagelijkse inname is 0,036 mg per kilogram lichaamsgewicht per dag.